# Duna borrégió
A Duna borrégió (más néven Alföldi borrégió) Magyarország legnagyobb borrégiója a Duna és a Tisza közötti területen. Három összefüggő, hasonló adottságokkal rendelkező borvidék alkotja: a Csongrádi, a Hajós–Bajai és a Kunsági. Nagyrészt síkvidéki területen fekszik. Jellemző talaja a homok és néhol a lösz. Éghajlata alapvetően kedvez a szőlőtermesztésnek, de gyakoriak az időjárási szélsőségek. Korábban könnyű homoki borairól ismerték.

## Borvidékek
| Borvidék             | Terület | Terület     | Terület |
| Borvidék             | Teljes  | I. osztályú | Termő   |
| -------------------- | ------- | ----------- | ------- |
| Csongrádi borvidék   | 14 311  | 2595        | 2022    |
| Hajós–Bajai borvidék | 14 874  | 0           | 2258    |
| Kunsági borvidék     | 103 863 | 1436        | 25 000  |